# Puchar Wielkich Mistrzów 2009
Puchar Wielkich Mistrzów 2009 – siatkarski turniej rozegrany w dniach 18-23 listopada 2009 roku w Osace i Nagoi w Japonii.

## System rozgrywek
W Pucharze Wielkich Mistrzów 2009 udział wzięli mistrzowie poszczególnych konfederacji, gospodarz (Japonia) oraz drużyna, która otrzymała dziką kartę (Egipt). Wszystkie reprezentacje rozegrały ze sobą po jednym spotkaniu. Zespół, który po rozegraniu wszystkich meczów miał najwięcej punktów, zdobył puchar.
O kolejności w tabeli decydowały kolejno:
- liczba punktów,
- stosunek małych punktów,
- stosunek setów[1].

## Drużyny uczestniczące
| Reprezentacja | Miejsce w poprzednim pucharze | Miejsce w rankingu FIVB | Sposób kwalifikacji                            |
| ------------- | ----------------------------- | ----------------------- | ---------------------------------------------- |
| Brazylia      | 1                             | 1                       | mistrz Ameryki Południowej                     |
| Egipt         | 5                             | 18                      | dzika karta (mistrz Afryki)                    |
| Iran          | nie brał udziału              | 24                      | wicemistrz Azji i Oceanii                      |
| Japonia       | 4                             | 12                      | gospodarz (mistrz Azji i Oceanii)              |
| Kuba          | nie brał udziału              | 13                      | mistrz Ameryki Północnej, Środkowej i Karaibów |
| Polska        | nie brał udziału              | 7                       | mistrz Europy                                  |

## Hale sportowe
Puchar Wielkich Mistrzów 2009 rozegrany został na dwóch halach sportowych: w miastach Osaka i Nagoja.
| Zdjęcie | Nazwa                             | Miasto | Widzów |
| ------- | --------------------------------- | ------ | ------ |
|         | Osaka Municipal Central Gymnasium | Osaka  | 8 200  |
|         | Nippon Gaishi Hall                | Nagoja | 10 000 |

## Wyniki spotkań

### I runda - Osaka
| Data  | Drużyna 1 | Wynik | Drużyna 2 | 1     | 2     | 3     | 4     | 5     | * |
| ----- | --------- | ----- | --------- | ----- | ----- | ----- | ----- | ----- | - |
| 18.11 | Egipt     | 2:3   | Iran      | 25:21 | 20:25 | 21:25 | 25:17 | 10:15 |   |
| 18.11 | Kuba      | 2:3   | Brazylia  | 22:25 | 26:24 | 18:25 | 25:23 | 10:15 |   |
| 18.11 | Japonia   | 3:2   | Polska    | 22:25 | 25:15 | 21:25 | 25:21 | 15:10 |   |
| 19.11 | Iran      | 1:3   | Brazylia  | 22:25 | 18:25 | 25:23 | 19:25 |       |   |
| 19.11 | Polska    | 1:3   | Kuba      | 25:22 | 18:25 | 18:25 | 22:25 |       |   |
| 19.11 | Egipt     | 1:3   | Japonia   | 15:25 | 25:22 | 21:25 | 17:25 |       |   |

### II runda - Nagoja
| Data  | Drużyna 1 | Wynik | Drużyna 2 | 1     | 2     | 3     | 4     | 5     | * |
| ----- | --------- | ----- | --------- | ----- | ----- | ----- | ----- | ----- | - |
| 21.11 | Brazylia  | 3:0   | Polska    | 25:17 | 25:17 | 25:18 |       |       |   |
| 21.11 | Kuba      | 3:2   | Egipt     | 25:17 | 23:25 | 25:14 | 23:25 | 15:7  |   |
| 21.11 | Japonia   | 3:2   | Iran      | 27:25 | 18:25 | 25:23 | 20:25 | 16:14 |   |
| 22.11 | Egipt     | 0:3   | Brazylia  | 21:25 | 22:25 | 22:25 |       |       |   |
| 22.11 | Iran      | 1:3   | Polska    | 23:25 | 25:18 | 26:28 | 23:25 |       |   |
| 22.11 | Japonia   | 0:3   | Kuba      | 19:25 | 20:25 | 22:25 |       |       |   |
| 23.11 | Kuba      | 3:1   | Iran      | 25:14 | 25:22 | 15:25 | 25:15 |       |   |
| 23.11 | Polska    | 3:0   | Egipt     | 25:19 | 25:18 | 25:19 |       |       |   |
| 23.11 | Brazylia  | 3:0   | Japonia   | 25:12 | 26:24 | 25:22 |       |       |   |

## Tabela końcowa
| Lp. | Drużyna  | Pkt | Mecze | Mecze | Mecze | Sety | Sety | Sety  | Małe punkty | Małe punkty | Małe punkty |
| Lp. | Drużyna  | Pkt | M     | W     | P     | wyg. | prz. | ratio | zdob.       | str.        | ratio       |
| --- | -------- | --- | ----- | ----- | ----- | ---- | ---- | ----- | ----------- | ----------- | ----------- |
| 1   | Brazylia | 10  | 5     | 5     | 0     | 15   | 3    | 5.000 | 436         | 360         | 1.211       |
| 2   | Kuba     | 9   | 5     | 4     | 1     | 14   | 7    | 2.000 | 420         | 420         | 1.000       |
| 3   | Japonia  | 8   | 5     | 3     | 2     | 9    | 11   | 0.818 | 430         | 437         | 0.984       |
| 4   | Polska   | 7   | 5     | 2     | 3     | 9    | 10   | 0.900 | 433         | 433         | 1.000       |
| 5   | Iran     | 6   | 5     | 1     | 4     | 8    | 14   | 0.571 | 472         | 491         | 0.961       |
| 6   | Egipt    | 5   | 5     | 0     | 5     | 5    | 15   | 0.333 | 388         | 461         | 0.842       |

Źródło: fivb.org
Punktacja: zwycięstwo – 2 pkt; porażka – 1 pkt
Zasady ustalania kolejności: 1. liczba punktów; 2. stosunek setów; 3. stosunek małych punktów; 4. bilans w bezpośrednich meczach

## Klasyfikacja końcowa
| Miejsce | Reprezentacja |
| ------- | ------------- |
| złoto   | Brazylia      |
| srebro  | Kuba          |
| brąz    | Japonia       |
| 4.      | Polska        |
| 5.      | Iran          |
| 6.      | Egipt         |

## Nagrody indywidualne
| MVP                    | Najlepszy punktujący | Najlepszy rozgrywający | Najlepszy atakujący | Najlepszy blokujący    | Najlepszy serwujący    | Najlepszy libero    |
| ---------------------- | -------------------- | ---------------------- | ------------------- | ---------------------- | ---------------------- | ------------------- |
| Roberlandy Simón Aties | Kunihiro Shimizu     | Bruno Mossa Rezende    | Tatsuya Fukuzawa    | Roberlandy Simón Aties | Roberlandy Simón Aties | Sérgio Dutra Santos |

## Nagrody pieniężne
Nagrody pieniężne przyznawane były reprezentacjom za zajęte miejsca w pucharze, a także zdobywcom nagród indywidualnym. Pula nagród wynosiła 1 000 000 USD.
| Miejsce | Wynagrodzenie (w USD) |
| ------- | --------------------- |
| 1       | 300 000               |
| 2       | 150 000               |
| 3       | 125 000               |
| 4       | 100 000               |
| 5       | 75 000                |
| 6       | 50 000                |
| Razem   | 800 000               |

| Nagroda                | Wynagrodzenie (w USD) |
| ---------------------- | --------------------- |
| MVP                    | 50 000                |
| Najlepszy punktujący   | 50 000                |
| Najlepszy rozgrywający | 20 000                |
| Najlepszy atakujący    | 20 000                |
| Najlepszy blokujący    | 20 000                |
| Najlepszy zagrywający  | 20 000                |
| Najlepszy libero       | 20 000                |
| Razem                  | 200 000               |